# Francesco Uberti
Francesco Uberti (Milán, 15 de enero de 1962) es un deportista italiano que compitió en piragüismo en la modalidad de aguas tranquilas. Ganó una medalla de bronce en el Campeonato Mundial de Piragüismo de 1985 en la prueba de K2 10 000 m.
Participó en los Juegos Olímpicos de Los Ángeles 1984, donde finalizó cuarto en la prueba de K2 500 m y sexto en la prueba de K2 1000 m.

## Palmarés internacional
| Campeonato Mundial | Campeonato Mundial | Campeonato Mundial | Campeonato Mundial |
| Año                | Lugar              | Medalla            | Evento             |
| ------------------ | ------------------ | ------------------ | ------------------ |
| 1985               | Malinas (Bélgica)  | Medalla de bronce  | K2 10 000 m        |